# 2016年夏季奥林匹克运动会转播商列表
2016年夏季奥林匹克运动会将经过遍布全球的转播商电视转播。和以往一样，奥林匹克广播服务公司将制作全球信号提供给各地转播商用作转播。在大多数地区中，2016年夏季奥运会的转播权与2014年索契冬奥会打包，但一些广播公司会另外购买转播权。

## 轉播單位
^1  – 拥有16个国家的转播权，出售给当地业者。
^2  – 出售给当地业者。
^3  – 每个国家的转播权均出售给当地业者，除了法国、德国、意大利、西班牙、爱尔兰和英国。
^4  – 拥有除了巴西以外所有拉丁美洲国家的版权。
^5  – 是由日本放送协会、富士产经集团、日本电视控股、东京放送控股、朝日电视控股、东京电视控股、日经广播电台、全国独立放送协议会、InterFM、FM东京、J-WAVE共同成立的，用于购买奥运会、亚运会和世界杯足球赛转播权的组织。
^6  – 只拥有库克群岛、斐济、基里巴斯、马绍尔群岛、密克罗尼西亚联邦、瑙鲁、纽埃、帕劳、萨摩亚、所罗门群岛、汤加、图瓦卢和瓦努阿图的转播权。
^7  – 本次是TVB体育组于2018年7月初解散前最后一次播放夏季奥运。